# Léchelles
Léchelles (Lètchilè  en patois fribourgeois) est une localité et une ancienne commune suisse du canton de Fribourg, située dans le district de la Broye. Son nom peut soit provenir du latin LISCA (la laîche) ou ECCLESIA (l'église).

## Histoire
En 1994 la commune de Léchelles fusionne avec le village de Chandon. Depuis le 1er janvier 2016, les anciennes communes de Domdidier, Dompierre, Léchelles et Russy ont fusionné sous le nom de Belmont-Broye.

## Géographie
Selon l'Office fédéral de la statistique, l'ancienne commune de Léchelles mesurait 8,75 km2. 6,6 % de cette superficie correspond à des surfaces d'habitat ou d'infrastructure, 55,1 % à des surfaces agricoles, 37,9 % à des surfaces boisées et 0,3 % à des surfaces improductives.
Léchelles se situe à 574m d'altitude. 

## Démographie
Selon l'Office fédéral de la statistique, Léchelles possède 804 habitants en 2022. Sa densité de population atteint 92 hab./km²..
Le graphique suivant résume l'évolution de la population de Léchelles entre 1850 et 2008 :